# Bauernhof Heribertstraße 32

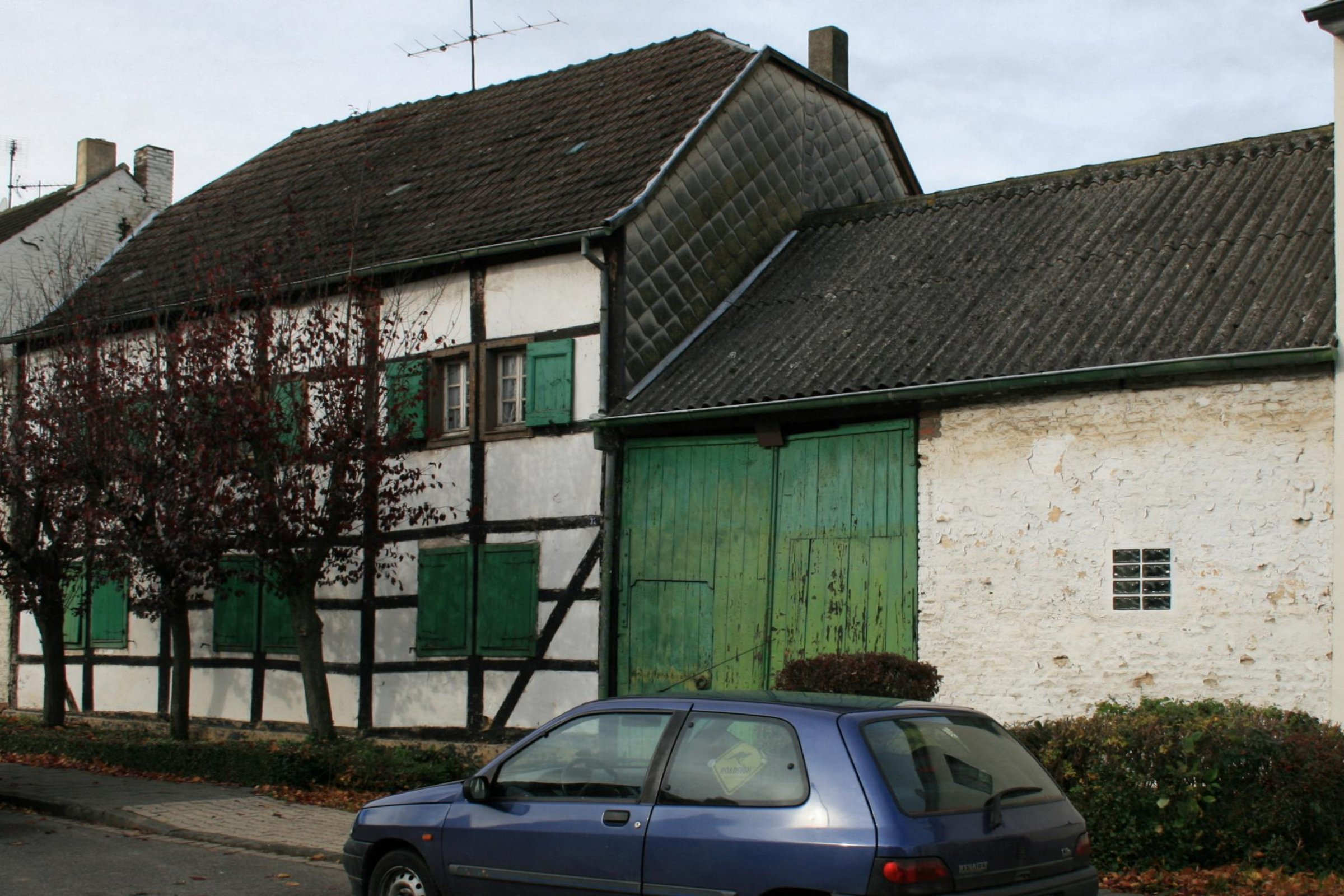
Teilansicht des Hofes

Der Bauernhof Heribertstraße 32 befindet sich in Eschweiler über Feld, einem Ortsteil der Gemeinde Nörvenich im Kreis Düren, Nordrhein-Westfalen.
Der Fachwerkbauernhof wurde im 18. Jahrhundert erbaut und seit dem stark erneuert. Der Hof ist heute (2011) unbewohnt. Die zweigeschossige Hofanlage besteht aus einem traufenständigen Fachwerkwohnhaus mit rechts anschließender Tordurchfahrt. Zur Straßenseite hin hat das Haus sechs Fensterachsen, davon jeweils zwei zusammengezogen. Das Haus hat ein Krüppelwalmdach.
Der Bauernhof wurde am 11. März 1985 in die Denkmalliste der Gemeinde Nörvenich unter Nr. 19 eingetragen.

## Belege
- Denkmalliste der Gemeinde Nörvenich (PDF; 108 kB)

Koordinaten: 50° 48′ 42,9″ N, 6° 35′ 2,7″ O